# 学校法人自由学園
座標: 北緯35度43分35秒 東経139度42分25秒 / 北緯35.72639度 東経139.70694度

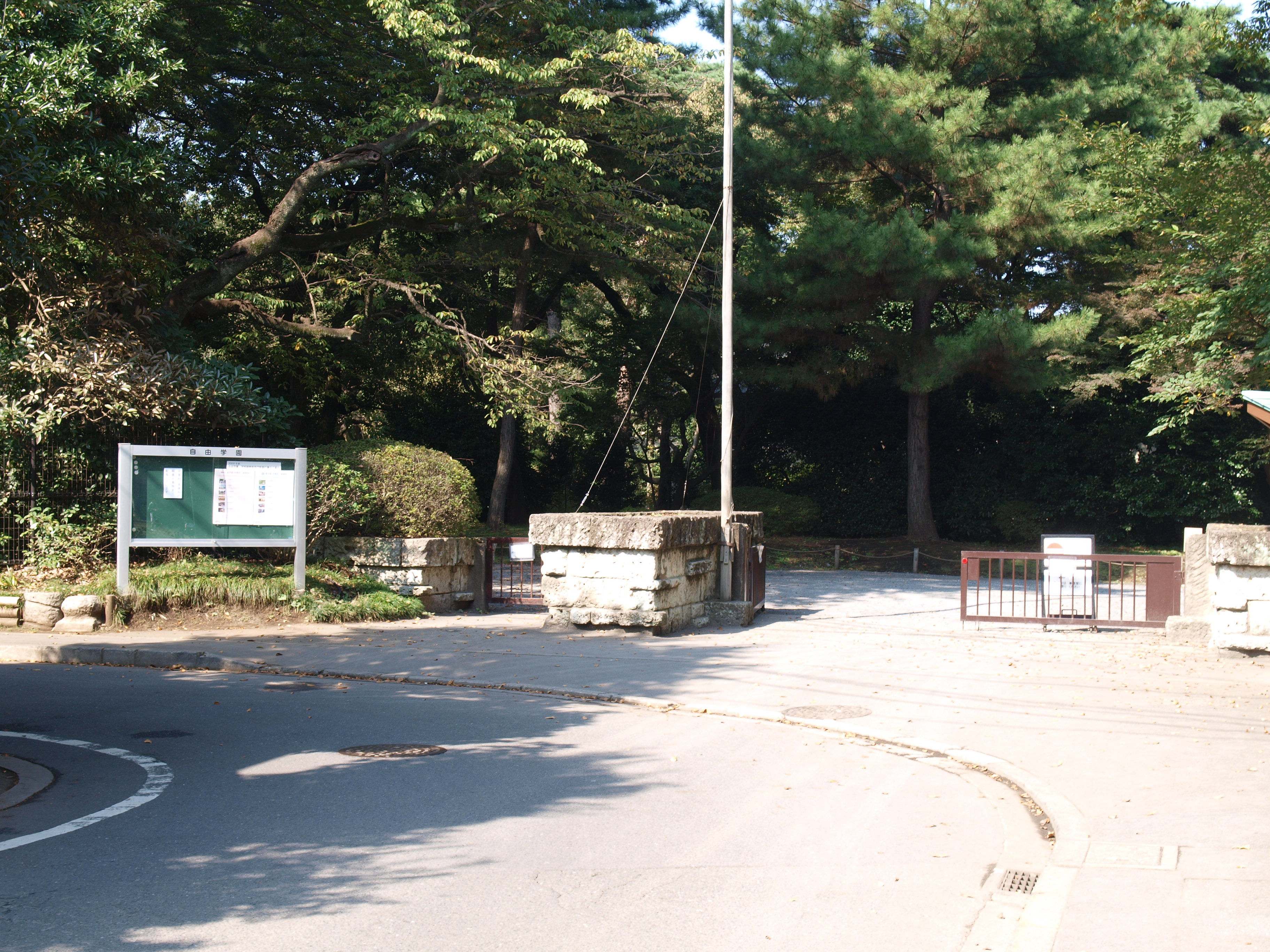
本部正門

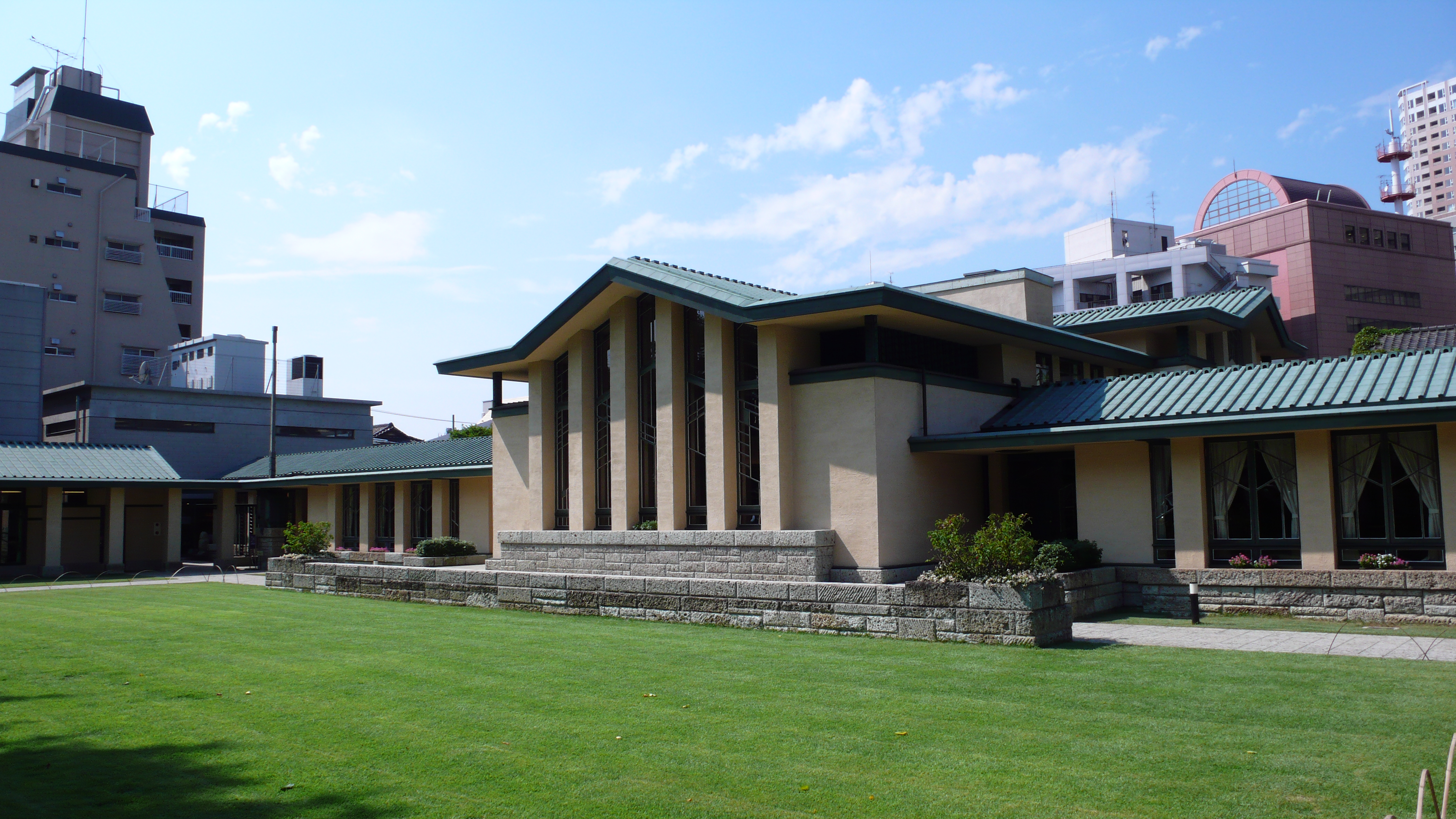
自由学園明日館（2007年8月）

学校法人自由学園（がっこうほうじんじゆうがくえん）は、東京都東久留米市学園町に本部を置く学校法人である。
教育事業を基盤とし、出版、飲食、ブライダル、イベント、インテリア販売等の事業もしている。

## 概要
ジャーナリストでありクリスチャンの思想家・羽仁もと子と羽仁吉一夫妻によって、1921年4月15日に、キリスト教精神（プロテスタント）に基づいた理想教育の実践を目的として、東京府北豊島郡高田町（現在の東京都豊島区西池袋2丁目）に設立された。1934年に校舎を東京府北多摩郡久留米町（現在の東久留米市）に移転した。
学校名は、新約聖書『ヨハネによる福音書』8章32節「真理はあなたたちを自由にする」からとられている。
学生の多くが学園内の寮で生活し、キャンパスの維持管理は、すべて生徒の手によって行われている。これは毎日の生活を生徒自身が責任を持って行う「自労自治」の精神に基づいている。文部科学省の学習指導要領にとらわれない独自の教育方法で知られ、学生による稲作（田植え・収穫）、女子部生徒が学園内農場で野菜を育てる農芸、男子部生徒による酪農などを実施している。
長年にわたり中等科、高等科は男女別学であったが、2024年度に男女共学化された。

## 所在地・交通

### 保有地
- 南沢キャンパス（10万㎡）（本部） 東京都東久留米市学園町1-8-15、最寄り駅：西武池袋線ひばりヶ丘駅南口徒歩10分
- 目白キャンパス（明日館） 東京都豊島区西池袋2-31-3、最寄り駅：池袋駅メトロポリタン口徒歩6分
- 那須農場（53万㎡） 栃木県那須塩原市笹沼445

### 分収林
- 新名栗フィールド（19万㎡） 埼玉県飯能市
- 名栗学校林（10万㎡） 埼玉県飯能市
- 海山学校林（15万㎡） 三重県北牟婁郡紀北町
- 黒羽学校林（11万㎡） 栃木県大田原市

## 設置学校

### 自由学園幼児生活団幼稚園
自由学園幼児生活団幼稚園（じゆうがくえんようじせいかつだんようちえん）は、4歳から22歳までの一貫教育を行なう自由学園の最初の段階。1939年（昭和14年）の創設から2006年度（平成18年度）まで68年間、週に1度通う集合日を中心とした教育を行なってきたが、現在は週に5日、毎日子供たちが集まる。幼児期の3年間を4才組、5才組、6才組（それぞれ年少組、年中組、年長組に相当）に分け、教育する。
自由学園幼児生活団幼稚園の4、5才組の教育を基とした「幼児生活団通信グループ」（通信教育）は、2週間に1度（年24回）教材が届き家庭教育を行うもので、海外にも教材発送を行っている。通信グループの子ども（希望者）が自由学園幼児生活団に集まる日もある。
全国友の会でも幼児生活団の教育を実践しており、「友の会幼児生活団」を全国12ヶ所で、「4才児グループ」（3 - 4歳児（年少組）1年間のみ）を全国8ヶ所で開設し、週に1回（+月に1回）の集合日に集まって教育を行っている。

### 自由学園初等部（小学校）
自由学園初等部（じゆうがくえんしょとうぶ）は、共学校で初等教育をしており、一貫教育の初段階を担っている。教育目標は「よくみる、よくきく、よくする」。校外学習や特別授業などでは、本物や体験を通して学ぶことが重視されている。通常の授業では学習指導要領に準拠して行われており、基礎基本の学習もまた大切にされている。各学年1クラス、30名程度（定員40名）。全学年一同に食堂で昼食をとる縦割りの教育活動が特徴。放課後学童保育（アフタースクール）も実施している。

### 自由学園中等部・高等部
以前は自由学園男子部中等科・高等科、自由学園女子部中等科・高等科であったが、2024年度の男女共学化により自由学園中等部・高等部となった。男子、女子には各付属の寮が存在し、男子のみ入学1年目は全員入寮が義務付けられている。

### 自由学園最高学部（大学部）
自由学園最高学部（じゆうがくえんさいこうがくぶ）は、大学の学部に相当する4年制課程（男女）・短期大学に相当する2年制課程（女子のみ：2025年度より募集は男女に拡大）から構成されている。リベラル・アーツを専門としている。
文部科学省の一条校認可を受けていないため、法令上は学校教育法第1条における大学ではなく、第135条における各種学校に分類されている。一方で概ね大学学部・短期大学相当の扱いを受けており、2年生課程を修了した者の中には大学学部に編入、4年制課程を修了した者の中には大学院に進学する生徒もいる。
開学以来、高等科からの内部進学のみで、外部からは募集していなかったが、2025年度の学生募集より外部生の募集を開始することが決定された。

### 自由学園リビングアカデミー（大学講座）
自由学園リビングアカデミーは、45歳以上を対象にした大学講座である。

## 沿革
- 1921年（大正10年） - 東京府北豊島郡高田町雑司が谷（現在の東京都豊島区西池袋2丁目）に高等女学校令によらない学校として開校（女子部）。
- 1927年（昭和2年） - 初等部を開設。
- 1934年（昭和9年） - 校舎を東京府北多摩郡久留米町（現在の東久留米市）に完全移転。旧校舎は「自由学園明日館」として現存している。
- 1935年（昭和10年） - 男子部を開設。
- 1938年（昭和13年)　- 北京生活学校を開校。
- 1938年（昭和13年)　- 財団法人化（財団法人自由学園）[6]。
- 1939年（昭和14年） - 幼児生活団を開設。
- 1945年（昭和20年） - 北京生活学校を閉校。
- 1949年（昭和24年） - 最高学部を開設。
- 1951年（昭和26年） - 学校法人化（学校法人自由学園）。
- 2007年（平成19年） - 幼児生活団が認可幼稚園「自由学園幼児生活団幼稚園」として開園。
- 2024年（令和6年） - 中等部・高等部を共学化。男子部中等科を募集停止とし、女子部中等科を男女共学の中等科に改組[7]

## 歴代学園長・理事長・最高学部長

### 理事長
- 初代 羽仁吉一（当時は理事長ではなく、学園主という役職である。）
- 2代目 羽仁もと子 1955年 -
- 3代目 天野貞祐 1957年 -
- 4代目 田中和夫 1980年 -
- 5代目 斎藤光 1990年 -
- 6代目 猪狩朝彦 1997年 -
- 7代目 永田晨 2001年 -
- 8代目 市岡揚一郎 2009年 -
- 9代目 村山順吉 2017年 -

### 学園長
- 初代 羽仁もと子
- 2代目 羽仁恵子 1957年 -
- 3代目 羽仁翹 1990年 -
- 4代目 十文字輝雄 2004年 -
- 5代目 矢野恭弘 2008年 -
- 6代目 高橋和也 2016年 -
- 7代目 更科幸一 2024年4月10日(水)-

### 最高学部長（学長に相当）
1999年に新最高学部として共学化されるまでは、学園長が最高学部長相当職を兼任する形であった。
- 初代 田村光三（明治大学名誉教授） 1999年 -
- 2代目 鈴木春男（千葉大学名誉教授） 2003年 -
- 3代目 大貫隆（東京大学名誉教授） 2010年 -
- 4代目 渡辺憲司（立教大学名誉教授） 2015年 -
- 5代目 高橋和也（学園長兼任）2021年 -

（出典 ）

## 自由学園関連施設・事業・団体

### 自由学園那須農場
1941年に開場し、農業生産や人間教育の場とし、様々な社会活動や研究活動がなされている。

### 自由学園出版局
自由学園付設の出版社として、創立者や教職員の著書を中心とした出版事業を行う。

### 自由学園協力会
1920年代に自由学園拡張に伴う財政状況悪化を受け、在校父母から支援組織設立の提案がなされ、1930年6月に発足した。

### 株式会社自由学園サービス
学校法人自由学園の子会社として、収益事業（会館、工芸、製菓、賃貸等）を行う。
東京都豊島区西池袋
- 自由学園明日館:フランク・ロイド・ライトと遠藤新の共同設計。1997年に国の重要文化財に指定された。現在は動態保存として、一般開放や結婚式などに有料で開放・利用されている[関係者 5]。
- 自由学園生活工芸研究所
- JMショップ

東京都東久留米市学園町
- 自由学園食事研究グループ
- 自由学園しののめ茶寮
- しののめショップ

## 校歌・校訓・寮歌

### 校歌
- 『自由を目指して』 - 作詞：女子部１０回生、作曲：近衛秀麿
- 『かかげよ旗を』 - 作詞：羽仁吉一、讃美歌380番より編曲
- 『野の花の姿』 - 詩：羽仁もと子、作曲：矢代秋雄
- 『男子部賛歌』 - 作詞・作曲：男子部1回生

（出典）

### 校訓
自由学園全体としては「生活即教育」を基本理念とし、それに基づいた標語を各部定めている。
- 最高学部 - 「真の自由人（いのちのよき経営者となる）」
- 女子部 - 「思想しつつ　生活しつつ　祈りつつ」 (Thinking, Living and Praying)
- 男子部 - 「思想　技術　信仰」 (Thought Technique Faith)
- 初等部 - 「よくみる　よくきく　よくする」
- 生活団 - 「よく教育することは、よく生活させること」

### 寮歌
- 『清風寮歌』 - 詩：廣瀬淡窓、作曲：安部正義、山本直忠
- 『東天寮歌』 - 詩：廣瀬淡窓、作曲：小倉朗

## 行事
自由学園での行事活動は全員参加を基本としている。
入学式・入寮式
中等科入学、編入。高等科入学生への入学式が開催される。また入学式終了後女子部、男子部付属寮での入寮式が行われる。
遠足（登山）
女子部、男子部で5月頃に中等科、高等科に分かれ遠足（登山）が行われる。登る山は女子部中等科2000m程度、男子部中等科、女子部高等科2500m程度、男子部高等科3000m程度。
体操会
デンマーク体操を中心とした全校生徒による発表会が、毎年体育の日前々日の土曜日に開かれる。
学業報告会
音楽会、美術工芸発表会が無い年に開催され、1年間勉強してきたことを発表する。
美術工芸展
全校生徒の創作物（絵画、工芸品等）を展示する会である。4年に1度開催される。
音楽会
東京芸術劇場、練馬文化センター等の大規模な会場を使い、生徒による合唱やオーケストラ演奏を行う。4年に1度開催される。
午餐会
中等科生以上の全校生徒、教職員、学校関係者を招き、一堂で食事を会する。
卒業式
最高学部卒業式。高等科、中等科卒業式は開催されない。
平和週間
2020年度から女子部、男子部共同で一週間かけて平和について学ぶ週間である。
男子部、女子部の中から有志が立候補し、平和週間係となり平和週間に向け準備を行う。

## 制服
- 男子部中等科は1980年代半ば頃まで、中等教育課程では珍しく半ズボンを制服に採用していた。
- 女子部は、制服ではなく式服という形のものがある。しかし、規定服としてスカートとブラウスというものがある。
- 式服は白の角襟ブラウス、紺色のスカート（ボックスタイプ、プリーツタイプがある）白靴下、冬はその上にブレザーを着用。白靴下以外は指定。
- 初等部は、女子部と同様である。
- 男子部には、制服がある。

## 部活動

### 運動部
- バスケットボール部（大学部・女子部・男子部）
- 硬式テニス部（大学部・女子部・男子部）
- 転回部（大学部・女子部・男子部）
- サッカー部（大学部・男子部）
- 剣道部（大学部・女子部・男子部）
- バドミントン部（女子部・男子部）
- ダンス部（女子部）
- フェンシング部（女子部）
- グリークラブ（男声合唱）
- コアグループ（女声合唱）
- アメフトクラブ（男子部）

### 文化部
- 弦楽オーケストラ（大学部・女子部・男子部）
- ウインドオーケストラ（大学部・女子部・男子部）
- グリークラブ（男子部）　※部活動ではなく授業の延長線上の集まり
- 競技かるた部（女子部）
- 美術部（女子部）
- 天文部（女子部）

## 文化財

### 重要文化財
- 自由学園明日館（豊島区）： 中央棟、東教室棟、西教室棟、講堂

### DOCOMOMO Japan
- 自由学園明日館：全体[10]
- 自由学園南沢キャンパス（東久留米市）：正門、初等部食堂・教室、女子部食堂・教室・回廊・体操館・講堂、男子部教室・体操館[11]

### 東京都指定有形文化財
- 自由学園南沢キャンパス：女子部講堂・食堂・教室（4棟）・体操館 及び土地（15991.94 平方メートル）[12]

### 東京都選定歴史的建造物
- 自由学園南沢キャンパス： 初等部食堂、男子部体操館[13]

## 主な出身者

### あ行
- 秋田浩之（日本経済新聞論説委員兼編集委員、ボーン・上田記念国際記者賞）
- 石垣綾子（評論家）
- 伊藤毅（THE STREET BEATS、JUN SKY WALKER(S)、音楽プロデューサー、作曲家）
- 梅浦洋一（テレビプロデューサー、映画プロデューサー）
- 遠藤楽（建築家）※遠藤新の次男
- 應蘭芳（女優）
- オノ・ヨーコ（芸術家、幼児生活団卒）

### か行
- 柿崎譲志（音楽プロデューサー）
- 神谷美恵子（精神科医、作家）※3か月間のみ在学
- 神沢礼江（作詞家、イラストレーター）
- 岸田今日子（女優）
- 金原亭世之介（落語家）
- 日下公人（評論家、作家、多摩大学名誉教授）
- 小山美秀子（神慈秀明会創始者）
- 小林雅之（JUN SKY WALKER(S)ドラマー）

### さ - な行
- 坂本龍一（作曲家、東京友の会 世田谷幼児生活団）
- 生源寺美子（児童文学作家）
- 新海百合子（女優）
- 蜷川実花（写真家、映画監督、自由学園幼児生活団）
- 野依良治（化学者、ノーベル化学賞受賞、神戸友の会幼児生活団）

### は行
- 萩元晴彦（テレビ制作者、音楽プロデューサー）
- 纐纈あや（映画監督）[14][15]
- 羽仁協子（音楽評論家）※羽仁もと子の孫
- 羽仁知治（ジャズピアニスト）※羽仁五郎の孫
- 羽仁進（映画監督）※羽仁もと子の孫
- 羽田澄子（映画監督）
- 文仁親王妃紀子（幼児生活団通信グループ）
- 古内東子（歌手、幼児生活団中退）
- 古屋安雄（神学者、国際基督教大学名誉教授）
- 本郷淳（俳優・日本環境潜水協会代表）

### ま行
- 松岡洋子（評論家、翻訳家）※羽仁もと子が伯母（父の姉）
- 三木晴雄（実業家）
- 水木楊（市岡揚一郎）（作家）
- 宮田和弥（JUN SKY WALKER(S)、ジェット機）
- 三善晃（作曲家、幼児生活団）
- 村方千之（指揮者）
- 村山籌子（児童文学作家）
- 村山美知子（朝日新聞社社主）※村山長挙の長女
- 森純太（JUN SKY WALKER(S)、作曲家）
- 本橋成一（写真家、映画監督）

### や行
- 山本明（高エネルギー加速器研究機構教授）
- 山本直純（指揮者、作曲家）
- 山本ふみこ（作家、エッセイスト）

## 関係団体
- 羽仁夫妻が設立または、卒業生、関係者が設立し現在も協力関係にある団体[16]
  - 婦人之友社
  - 全国友の会
  - 共働学舎